# Бонапарт, Мари
Принцесса Мари Бонапарт (фр. Marie Bonaparte; 2 июля 1882, Сен-Клу — 21 сентября 1962, Сен-Тропе) — французская писательница, переводчица, психоаналитик, ученица Зигмунда Фрейда и одна из пионеров психоанализа во Франции.
Правнучка Люсьена Бонапарта (брата императора Наполеона Бонапарта). Мари унаследовала значительное состояние от деда по материнской линии, Франсуа Бланка (фр. François Blanc; 1806—1877) — успешного бизнесмена и одного из застройщиков Монте-Карло. После заключения брака в 1907 году с графом Георгом Корфским она стала именоваться принцессой Греческой и Датской.

## Брак и дети
В 1907 году Мари Бонапарт вышла замуж за графа Георга Корфского (второго сына Георга I и Ольги Константиновны). В их браке родились двое детей:
1. Петр (1908—1980), принц Греческий и Датский. Был женат на Ирине Александровне Овчинниковой (1900—1990), детей у них не было. Этот брак считался неравным, из-за чего принц Петр потерял свои династические права.
2. Евгения (1910—1988), принцесса Греческая и Датская. В первый раз она вышла замуж за князя Доминика Радзивилла (1911—1976), сына принца Иеронима Радзивилла и эрцгерцогини Австрии Ренаты Марии. Пара развелась в 1948 году. Вторым её мужем стал Раймунд делла Торре э Тассо, герцог Кастель Дуино (1907—1986), с которым она развелась в 1965 году. Евгения имела двоих детей от первого брака и одного от второго.

От первого брака у Евгении родились:
- Татьяна Мария Рената Евгения Элизабет Маргарита Радзивилл (род. 28 августа 1939), которая была подружкой невесты на свадьбе короля Испании Хуана Карлоса I и Софии Греческой в 1962 году. Татьяна вышла замуж за Жана Анри Фручеда и родила двоих детей:
  - Фабиола Фручед (род. 7 февраля 1967), замужем, имеет двоих детей.
  - Алексис Фручед (род. 25 ноября 1969), женат, имеет дочь.
- Георгий Андреас Петр Леон Радзивилл (4 ноября 1942 — 27 августа 2001) — также родился в первом браке.

От второго брака у Евгении родился:
- Карло Алессандро (род. 10 февраля 1952).

## Вклад в психоанализ
Мари Бонапарт вошла в историю как яркий интеллектуал и один из первых французских психоаналитиков. Она перевела на французский язык и издала на свои деньги книги Фрейда «Одно раннее воспоминание Леонардо да Винчи», «Бред и сны в «Градиве» Йенсена», «Будущее одной иллюзии», «Очерки о прикладном психоанализе», «Метапсихология» и Пять основных клинических случаев Фрейда: «Дора» (1905), «Маленький Ганс» (1909), «Человек-с-крысой» (1909), «Шребер» (1911) и «Человек-с-волками» (1918) (совместно с Рудольфом Левенштайном).
В 1925 году она познакомилась с Зигмундом Фрейдом и 30 сентября начала у него свой дидактический психоанализ. Вопреки традициям (когда анализ обычно длился несколько месяцев) Мари Бонапарт являлась анализанткой Фрейда вплоть до 1938 года, когда он был вынужден покинуть Австрию. Вместе с тем она создала традицию «прерванного психоанализа», когда анализант живёт в другой стране и регулярно приезжает к своему аналитику на несколько недель. Сегодня такой вид анализа активно практикуется многими психоаналитическими школами во Франции.
Вторым новаторством Марии Бонапарт, ставшим в наши дни традицией, было то, что она стала первым практикующим психоаналитиком во Франции, не имеющим медицинского образования. Несмотря на определённую тенденцию «медикализации» психоанализа в некоторых ассоциациях в США, тем не менее, повсюду в мире психоанализ остаётся отделённым от психотерапии, представляя собой самостоятельную клиническую практику, а наличие медицинского или психологического образования не является обязательным для начала собственной аналитической практики.
Переносные отношения Мари Бонапарт и Фрейда складывались необычным образом. Так, в 1934 года, вопреки желанию Фрейда она выкупает его переписку с Вильгельмом Флиссом, выставленную его вдовой на аукцион. Подозревая, что Фрейд может уничтожить эти письма так же, как он поступил с некоторыми своими метапсихологическими работами 1915 года (например, с книгой «Сознание»), она хранит переписку в своей банковской ячейке и издаёт её только в 1950 году. Сегодня эта переписка является не только ценным историческим документом, проливающим свет на становление и развитие психоанализа, но и сообщает множество оригинальных и ранее неизвестных идей Фрейда. Этот поступок говорит о Марии Бонапарт как о смелом и волевом человеке. И эти качества вновь сослужат добрую службу психоанализу, когда несколькими годами спустя Фрейд будет вынужден покинуть оккупированную нацистами Австрию. Только благодаря её личным усилиям, добрым связям с американским послом и огромному по тем временам финансовому вкладу в 4 824 доллара, которые стали «выкупом» за голову Фрейда, ей удаётся спасти его семью и часть его архива. Другая часть и ряд рукописей были уничтожены нацистами. Многочисленные родственники Фрейда (среди них — все четыре родные сестры), которым не удалось бежать из Австрии, погибли в лагерях смерти.
4 ноября 1926 года Мари Бонапарт учреждает первое и на сегодняшний день наиболее влиятельное психоаналитическое общество — Парижское психоаналитическое общество. Она назначает первого президента общества Рене Лафорга, а в 1927 году на собственные деньги учреждает и издаёт первый психоаналитический журнал во Франции — «Revue française de psychanalyse». В 1930 основывает клинику Шато Де Гарш, специализирующуюся на лечении депрессий и различных психиатрических заболеваний, занимающую поместье, принадлежавшее семье Антуана де Сент-Экзюпери. Она привлекает во Францию ведущих психоаналитиков того времени — Рудольфа Левенштайна (будущего аналитика и непримиримого оппонента Жака Лакана), Раймона де Соссюра, Шарля Одье, Анри Флурнуа — что на многие годы делает Париж мировым центром психоаналитической мысли. Вместе с тем, она проводит свою политику довольно жёстко и безапелляционно, получив от своих коллег прозвище «Фройд-бы-сказал-то-же-самое». После Второй мировой войны политическая позиция Мари Бонапарт входит в противоречие с молодыми аналитиками — Даниэлем Лагашем, Жаком Лаканом и Франсуазой Дольто, что приводит к первому крупному расколу внутри современного психоанализа 1953 года.
Спустя много лет оценки её вклада в психоанализ, обращается больше внимания на её административный и организаторский талант, чем на теоретические исследования, которые, тем не менее, представляют интерес для историков психоанализа.

## В кино
История анализа Мари Бонапарт и её отношений с Фрейдом стала материалом для телевизионного фильма Бенуа Жако «Принцесса Мария» (Princesse Marie, 2004), заглавную роль в котором исполнила Катрин Денёв.

## Основные работы
- Guerres militaires et guerres sociales, Paris, Flammarion, 1920 Le printemps sur mon jardin, P., Flammarion, 1924.
- Edgar Poe. Étude psychanalytique — avant-propos de Freud, P., éd. Denoël, 1933.
- Mythes de guerre, Imago Publishing Ltd, 1947.
- Essais de psychanalyse, Imago Publishing Ltd, 1950.
- Monologues devant la vie et la mort, Imago Publishing Ltd, 1950.
- Chronos et Eros, Imago Publishing Ltd, 1950.
- Les glanes des jours — recueil de maximes dédié à Gustave Le Bon, P., P.U.F., 1950.